# Erica leucosiphon
Erica leucosiphon är en ljungväxtart som beskrevs av Harriet Margaret Louisa Bolus. Erica leucosiphon ingår i släktet klockljungssläktet, och familjen ljungväxter. Inga underarter finns listade i Catalogue of Life.